# Dirty Women
Dirty Women es una canción de heavy metal de la banda inglesa Black Sabbath, que cierra el álbum de 1976 Technical Ecstasy.
Fue tocada en vivo en la gira correspondiente al álbum así como durante la gira Never Say Die! Tour de 1978, y también fue incluida en el set-list de los conciertos de reunión de la banda con sus músicos originales así como en giras posteriores como The End Tour de 2016/2017. La canción aparece en el álbum Reunion de 1998, en una versión en vivo. El vídeo de la canción, extraído del DVD The Last Supper, muestra a algunas fanáticas de la banda enseñando sus senos en pleno concierto, haciendo alusión al nombre de la canción (traduce "mujeres sucias").

## Letra
El grupo asegura que la canción surgió motivada por las prostitutas que el bajista Butler había divisado por toda Miami. El hecho de abordar el asunto de la prostitución ha sido causa de que la canción haya generado cierta controversia.

## Personal
- Ozzy Osbourne - voz
- Geezer Butler - bajo
- Tony Iommi - guitarra
- Bill Ward - batería
- Gerald Woodroffe - teclados